# Anaceas
Anaceas eran unas fiestas que se celebraban en honor de Castor y Polux, dos Anaces o Anactes, esto es príncipes soberanos. 
Dice Plutarco en la vida de Teseo, que admirados los atenienses de la moderación de estos dos príncipes, cuando después de haberse apoderado de la ciudad de Afidnas, para vengar la injuria hecha a su hermana, se contentaron con castigar únicamente a sus raptores, les dieron el nombre de Anades e instituyeron una fiesta en honor suyo. El templo se llamaba Anaceon, los sacrificios Xenismoi, porque estas divinidades eran consideradas como extranjeras, y las ofrendas Trilai por hacerse en número de tres. 
Añade Plutarco que también eran llamados Anaces, bien sea porque ellos hubiesen terminado la guerra, bien por la rigurosa disciplina que hicieron observar a sus tropas mientras estuvieron en Atenas. Este nombre no fue dado exclusivamente a Castor y Polux pues antes ya había sido aplicado a todos los descendientes de Inaco que se habían distinguido por sus buenas acciones.